# Indigofera tinctoria
Indigofera tinctoria L., 1753 è un arbusto della famiglia delle Fabacee (o Leguminose).
Dalla fermentazione delle sue foglie si ottiene l'indaco, colorante di origine vegetale.

## Storia
La storia di questa pianta risulta essere molto antica; già nel 2000 a.C. gli Egizi e i popoli dell'Asia iniziarono ad utilizzarla per tingere gli indumenti.
Gli anni passavano e gli uomini cominciavano anche a scoprire utilizzi differenti. Nel Medioevo, infatti, questo pigmento veniva utilizzato dagli Europei nel campo della cosmetica, della medicina e dell'arte.
Il commercio di questa pianta risultava molto propizio per gli Asiatici fino allo sbarco di Vasco da Gama a Calicut. Da quel momento in poi gli Europei poterono importarla senza necessariamente intermediare con i mercati asiatici a prezzi più convenienti; eppure la sua produzione continuò anche sotto il dominio inglese dell'India.

## Distribuzione e habitat
Indigofera tinctoria è una pianta che ben si adatta ai vari climi tropicali, cresce spontaneamente in Africa, in Oceania e in gran parte del Sud-est asiatico. È inoltre stata introdotta artificialmente in altre parti dell'Asia e nei Caraibi, creando un impatto ambientale a causa dell'abbondante riproduzione di questa al di fuori delle coltivazioni.

## Principi attivi
All'interno delle foglie di Indigofera tinctoria sono state isolate varie sostanze chimiche come flavonoidi, terpenoidi, alcaloidi e tannini.
La sostanza presente nella pianta e più utile a creare il pigmento finale è però l'indicano, un glicoside che idrolizza in indossile e glucosio per azione di enzimi vegetali e soluzioni chimiche; l'indossile per azione dell'ossigeno atmosferico si trasforma quindi in indigotina (o indaco), la cui struttura contiene due gruppi indolici.
È stata inoltre estratta una sostanza, l'indirubina, che ha dimostrato una blanda azione antitumorale ed è colorata di rosso.

## Usi
Oltre a fornire l'indaco, l'Indigofera tinctoria sembra avere diversi effetti curativi e viene utilizzata in alcune tinte per capelli.

## Estrazione
L'Indigofera non contiene direttamente il pigmento, motivo per cui deve essere ricavato per mezzo di un lungo e complesso procedimento.
Il procedimento comprende 4 fasi:
1. Fermentazione delle foglie e dei fusti in una soluzione basica riducente (da cui l'ossigeno deve essere rimosso) per ottenere la cosiddetta forma "leuco".
2. Ossidazione dell'indossile ottenuto dalla fase precedente tramite esposizione all'aria. Da questo processo si otterrà l'indaco, pigmento insolubile in acqua.
3. L'indaco si deposita quindi sul fondo del recipiente utilizzato.
4. Viene riscaldato l'indaco per far evaporare completamente l'acqua.